# Pasqual Mas i Usó
Pasqual Mas i Usó (Almassora, 29 d'abril de 1961) és doctor en filologia i escriptor valencià. També ha estat director de la revista internacional de teatre Fiestacultura (1999-2011) i autor d'una vintena de llibres publicats als Estats Units, Alemanya i Espanya relacionats amb l'estudi de la literatura, entre els quals destaquen La práctica escénica valenciana en el barroco tardío (València, 1986), El mito d'Edipo en la comédia barroca española (Nova York, 1995), Academias y justas literarias barrocas valencianas (Kassel, 1996) Poesia Acadèmica valenciana del barroc (Kassel, 1996) La respresentació del Misteri a Castelló (Castelló, 1999), Descripción de las academias barrocas valencianas y diccionarios de academicos (Kassel, 1999), i edicions crítiques de Manuel Vidal Salvador, Antonio Folh de Cardona, Alejandro Arboreda, Gaspar Mercader i Josep Ortí i Moles (Kassel) Maria Egual, Xarxa Teatre (Castelló) i Max Aub (Sogorb. Ha col·laborat en diversos mitjans de comunicació com ara El Punt i El Temps.
Com a novel·lista s'inicia amb la publicació de La confessió (València, 1993) i es dona definitivament a conèixer amb Salt en fals (Alzira, 1998, al qual el seguiria Pavana per a un home sense nom (Alzira, 2000), La cara oculta de la lluna (Alzira, 2001) i Diva (València, 2004. Com a poeta inicia la seua trajectòria amb la publicació de Bitàcola (Sant Feliu, 1986) i continua amb Els mots comunicants (Alzira, 1994), Biblioteca de guerra” (València, 2001), Intermezzo (Vic, 2003) Nòmada (Barcelona, 2003) i Perversió del tròpic (Llibres de l'Aljamia, 2006. Ha publicat també els llibres de relats Històries de la frontera (València, 2000) i Contracontes (València, 2003, així com el llibre de viatges Ecos de Berlín (Vic, 2008), els llibres d'assaig A la deriva (Alzira, 2002) Màssimes (333) (Vic, 2004) i el llibre de teatre Estratègia per a una ciutat d'ombres (Alzira, 2001). És membre de l'Associació d'Escriptors en Llengua Catalana i ha estat traduït al castellà, al francès i al romanès.

## Obres
Poesia
- Bitàcola, 1986
- Els mots comunicants, 1994
- Biblioteca de guerra, 2001
- Intermezzo, 2003
- Nòmada, 2003
- Perversió del tròpic, 2006
- Metralla, 2011
- Terra ocupada, 2021.
- Geòrgiques, 2022.
- Paradís estrany, 2024.
- He vingut, 2025.

Novel·la
- La confessió, 1993
- Salt en fals, 1998
- Pavana per a un home sense nom, 2000
- La cara oculta de la lluna, 2001
- Diva, 2004
- Ecos de Berlín, 2008
- L'ombra del fènix, 2010
- Metròpoli, 2012
- Un miracle sense importància, 2016
- La mundana comèdia", Almansa, El Toll, 2022.

Narrativa curta
- Històries de la frontera, 2000
- Contracontes», 2003
- Tombatossals segle XXI, 2014
- Amèrica, Amèrica, 2019.

Teatre
- Estratègia per a una ciutat d'ombres. Toulouse-Lautrec, 2001
- Proserpina, Estrenada per Xarxa Teatre en la Inauguració del LV Festival de Mérida, 2009.

Assaig
- A la deriva, 2002
- Màssimes (333), 2004

Estudis
- "La práctica escénica valenciana en el Barroco tardío: Alejandro Arboreda", Alfons el Magnànim, Valencia, 1987.
- 1993 "Justas, academias y convocatorias literarias en la Valencia Barroca (1591-1705). Teoría y práctica de una convención". Universitat de Valencia.
- 1993 "De las Academias a la Enciclopedia". Alfons el Magnànim, Valencia. (VVAA)
- 1993 "Diccionario de literatura española e hispanoamericana".Alianza, Madrid.(VVAA)
- 1996 "Academias y justas literarias barrocas valencianas". Edition Reichenberger, Kassel.
- 1997 "La literatura barroca en Castellón. María Egual. Obra Completa". Sociedad Castellonense de Cultura. (Con Javier Vellón)
- 1997 "Xarxa Teatre. Quinze anys". Diputación de Castellón.VVAA.
- 1998 "Poesia Acadèmica valenciana del Barroc". Editition Reichenberger, Kassel.
- 1999 "La representació del Misteri a Castelló". Diputación de Castellón.
- 1999 "Descripción de las Academias Valencianas". Diccionario de académicos. Edition Reichenberger, Kassel.
- 2000 "Académies et societés savantes en Europe (1650-1800)2. Flamarion, París (VVAA)
- 2002 "Beltenebros de Antonio Muñoz Molina". Síntesis, Madrid.
- 2002 "A la deriva". Germania, Alzira.
- 2006 "La calle del teatro". Hiru, Ondarribia.
- 2006 "Castelló, del carrer al paper". Ajuntament de Catelló de la Plana.
- 2009 "Justas valencianas del Barroco". Biblioteca valenciana, Valencia.
- 2011 "Miguel Egual poeta i traductor almassorí del segle XVIII". Almasora Literària.
- 2012 "Manual d'escriptura creativa", Germania. Alzira.
- 2013 "Estratègies d'escriptura creativa". Germania. Alzira.
- 2014 "Gestión cultural. Innovaciones y tendencias". Tirant lo Blanc. Valencia.
- 2014 "Teatro de calle actual". Amargord, Madrid.
- 2014 "Escribir narrativa creativa" Unaria, Castellón.
- 2019 "Conversaciones de Teatro de calle". Amargord, Madrid.
- 2019 "Catálogo del corpus poético inédito de Max Aub". Diputació de Castelló.
- 2023 "Poetes de l'exili de 1939". València, Acadèmia Valenciana de la Llengua[4]

## Premis
- Premi de Poesia Martí i Dot, 1985: Bitàcola.
- Premi Extraordinari de Doctorat per la Universitat de València (1992): Justas, Academias y Convocatorias Literarias en la Valencia.
- Premi Ciutat de Sagunt de Narrativa (1999): Pavana per a un home sense nom.
- Premi Ciutat de Vila-real de Teatre (2000): Estratègia per a una ciutat d'ombres (Sobre Toulouse Lautrec).
- Premi Enric Valor de novel·la (2000): La cara oculta de la lluna.
- Medalla de Plata de l'Ajuntament d'Almassora.
- IV Premi de Narrativa Josep Pascual Tirado (2003): Contracontes.
- Premi 25 d'abril de Poesia de Benissa (2003): Nòmada.
- Premi Ulisses de novel·la (2004): Diva.
- Premio de Honor de las Artes Escénicas. Umore Azoka de Leioa (Bilbao) (2006): per la direcció de Fiestacultura.
- Premi Baltasar Porcel de Novel·la (2007): L'ombra del Fènix.
- I Premi Ciutat de Carlet de narrativa (2016): Un miracle sense importància.
- XVI Premi de poesia Ibn Jadafa. Ciutat d'Alzira (2021). Geòrgiques.Premi de poesia Ibn Jafadja